# 애틀랜타 모텔 대 미국 사건
애틀랜타 모텔 대 미국 사건(Heart of Atlanta Motel, Inc. v. United States, 379 U.S. 241(1964))은 헌법 통상조항 관련 미국 연방대법원의 유명 판례이다. 1964년 민권법(Civil Right Act)은 연방의회에 상거래 규제권한에 따른 합헌적 입법이고 이에 따라 고속도로변의 모텔과 같은 숙박업소는 비록 1개 주 안에서만 영업을 하고 있지만 이는 2개 이상의 주를 왕복하는 운송업자들이 사용하므로 주 상호간의 상거래에 사용되는 것이고 따라서 연방의회의 규제대상에 속하는 바 연방 의회는 이러한 숙박업소가 흑인에게 숙소를 제공하지 아니하는 등 인종차별을 하는 경우 당해 숙박업소를 규제할 수 있다고 판시하였다.

## 사건개요
주간 여행객이 머무르는 모텔 주인이 새로 제정된 민권법의 위헌확인과 집행금지명령을 청구하는 소송을 제기하였다.

## 판시사항
법원은 새로 제정된 민권법의 합헌성을 인정하였다.

## 참고 문헌
- 미국 연방헌법의 이해 - 8[깨진 링크(과거 내용 찾기)]